# Коваріантна похідна
Коваріантна похідна — узагальнення поняття похідної для тензорних полів на многовидах. Поняття коваріантної похідної тісно пов'язане з поняттям афінної зв'язності.
Коваріантна похідна тензорного поля {\displaystyle T} у напрямку дотичного вектора {\displaystyle {\mathbf {v} }} зазвичай позначається {\displaystyle \nabla _{\mathbf {v} }T}.

## Мотивація
Поняття коваріантної похідної дозволяє визначити диференціювання тензорних полів у напрямку дотичного вектора будь-якого многовиду. Подібно до похідної за напрямком, коваріантна похідна {\displaystyle \nabla _{\mathbf {u} }{\mathbf {v} }} в якості аргументів приймає: (1) вектор {\displaystyle \mathbf {u} }, визначений в якійсь точці {\displaystyle P}, і (2) векторне поле {\displaystyle \mathbf {v} }, визначене в околі {\displaystyle P}. Результатом є вектор {\displaystyle \nabla _{\mathbf {u} }{\mathbf {v} }\left(P\right)}, так само визначений в {\displaystyle P}. Основна відмінність від похідної за напрямком полягає в тому, що {\displaystyle \nabla _{\mathbf {u} }{\mathbf {v} }} повинна не залежати від вибору системи координат.
Будь-вектор може бути представлений як набір чисел, що залежить від вибору базису. Вектор як геометричний об'єкт не змінюється при зміні базису, в той час як компоненти його координатного представлення змінюються відповідно до коваріантного перетворення, залежного від перетворення базису. Коваріантна похідна повинна підкорятися цьому ж коваріантному перетворенню.
У разі евклідового простору похідна векторного поля часто визначається як границя різниці двох векторів, визначених у двох прилеглих точках. У цьому випадку один з векторів можна перемістити в початок іншого вектора за допомогою паралельного перенесення, і потім зробити віднімання. Таким чином, найпростішим прикладом коваріантної похідної є покомпонентне диференціювання в ортонормованій системі координат.
У загальному ж випадку необхідно врахувати зміну базисних векторів при паралельному перенесенні. Приклад: коваріантна похідна, записана в полярних координатах двомірного евклідового простору, містить додаткові складові, які описують «обертання» самої системи координат при паралельному перенесенні. В інших випадках формула коваріантної похідної може включати в себе члени, що відповідають стисненню, розтягуванню, крученню, переплетенню і іншим перетворенням довільної криволінійної системи координат.
Як приклад, розглянемо криву {\displaystyle \gamma \left(t\right)}, визначену на евклідовій площині. У полярних координатах крива може бути виражена через полярні кут і радіус {\displaystyle \gamma \left(t\right)={\big (}r\left(t\right),\,\theta \left(t\right){\big )}}. У довільний момент часу {\displaystyle t} радіус-вектор може бути представлений через пару {\displaystyle ({\mathbf {e} }_{r},{\mathbf {e} }_{\theta })}, де {\displaystyle {\mathbf {e} }_{r}} і {\displaystyle {\mathbf {e} }_{\theta }} — одиничні вектори, дотичні до полярної системи координат, які утворюють базис, що служить для розкладання вектора на радіальну і дотичну компоненти. При зміні параметра {\displaystyle t} виникає новий базис, який є ні чим іншим як повернутим старим базисом. Дане перетворення виражається як коваріантна похідна базисних векторів, теж відоме як символи Крістофеля.
У криволінійному просторі, яким є, наприклад, поверхня Землі, не визначений однозначне паралельне перенесення, а відповідна операція паралельного перенесення вектора з однієї точки в іншу залежить від вибору траєкторії. Дійсно, уявімо вектор {\displaystyle {\mathbf {e} }}, визначений в точці {\displaystyle Q} (що лежить на екваторі), і спрямований до північного полюса. Використовуючи паралельне перенесення, спершу перемістимо вектор уздовж екватора, не змінюючи його напрямку, потім піднімемо {\displaystyle {\mathbf {e} }} уздовж будь-якого меридіана до північного полюсу, і опустимо назад до екватора вздовж іншого меридіана. Очевидно, що таке переміщення вектора уздовж замкнутого шляху на сфері змінить його орієнтацію. Подібний феномен викликаний кривиною поверхні глобуса і не спостерігається в евклідовому просторі. Він виникає на многовидах при переміщенні вектора уздовж будь-якого (навіть нескінченно малого) замкнутого контуру, що включає в себе рух уздовж як мінімум двох різних напрямків. В такому випадку межа інфінітезимального збільшення вектора є мірою кривини многовиду.